# Еспира де л'Агли
Еспира де л'Агли (фр. Espira-de-l'Agly) насеље је и општина у јужној Француској у региону Лангдок-Русијон, у департману Источни Пиринеји која припада префектури Перпињан.
По подацима из 2011. године у општини је живело 3229 становника, а густина насељености је износила 120,62 становника/km². Општина се простире на површини од 26,77 km². Налази се на средњој надморској висини од 36 метара (максималној 458 m, а минималној 26 m).

## Демографија
| 1962. | 1968. | 1975. | 1982. | 1990. | 1999. | 2011. |
| ----- | ----- | ----- | ----- | ----- | ----- | ----- |
| 1.481 | 1.685 | 1.599 | 1.723 | 2.196 | 2.463 | 3.229 |

График промене броја становника у току последњих година